# The Ballad of Jayne
The Ballad of Jayne è una power ballad della rock band statunitense L.A. Guns, estratta come singolo dal loro album Cocked & Loaded nei primi mesi del 1990. È diventato il brano più famoso del gruppo ottenendo la posizione numero 33 della Billboard Hot 100 e la numero 25 della Mainstream Rock Songs negli Stati Uniti. Ha inoltre raggiunto la posizione numero 53 della Official Singles Chart nel Regno Unito.

## La canzone
Il brano ha come protagonista Jayne Mansfield, attrice considerata una sex symbol negli anni cinquanta e spesso paragonata alla figura di Marilyn Monroe, anche per via della morte prematura avvenuta in un incidente automobilistico a soli 34 anni.
Nel 2014 è stata indicata come la 10ª più grande power ballad di tutti i tempi da Yahoo! Music.

## Tracce
1. The Ballad of Jayne
2. Dirty Luv (Live)
3. My Koo Kachoo (Live)
4. Over the Edge (Live)